# Lauwersmeer

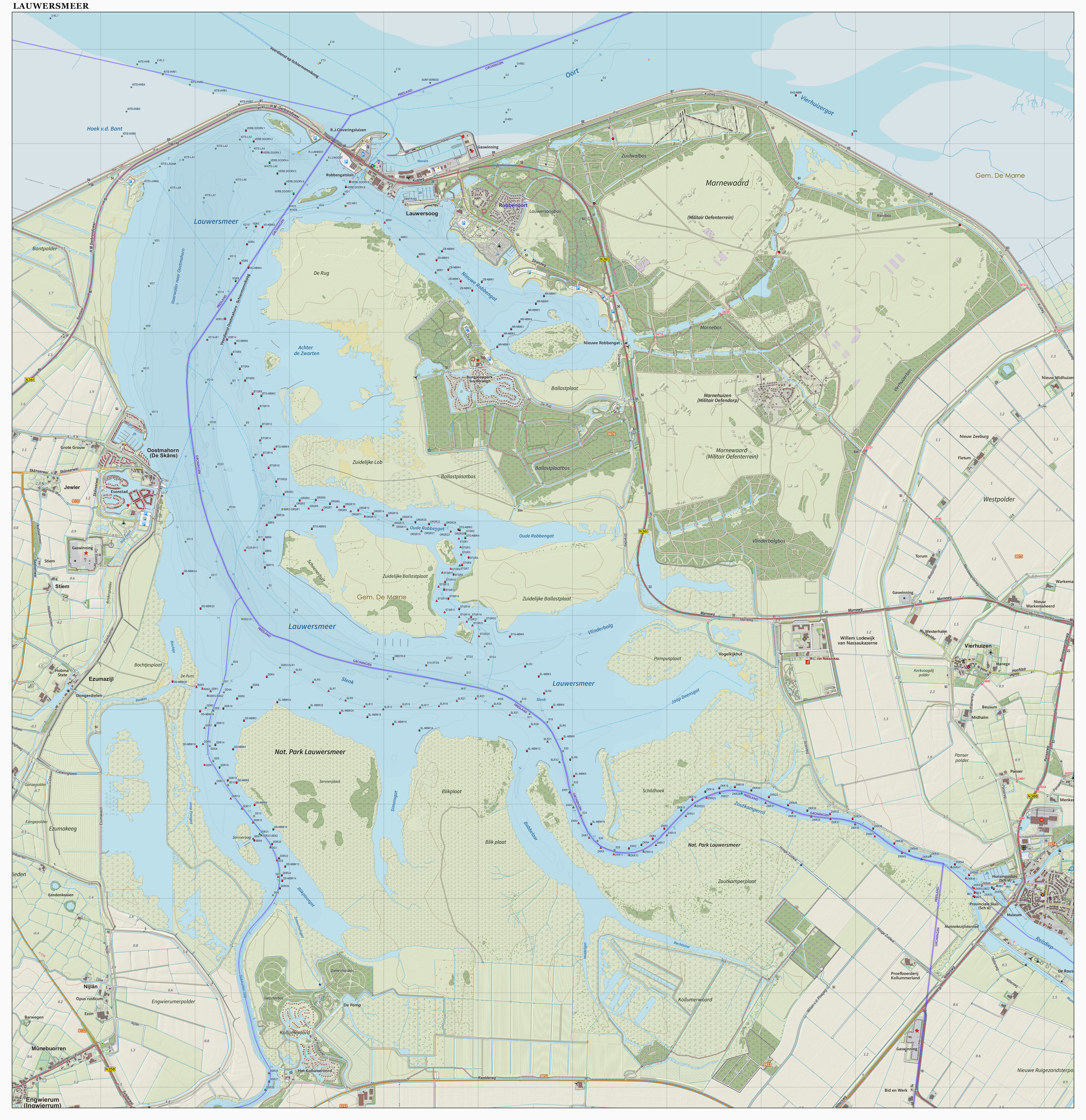
Lauwersmeer

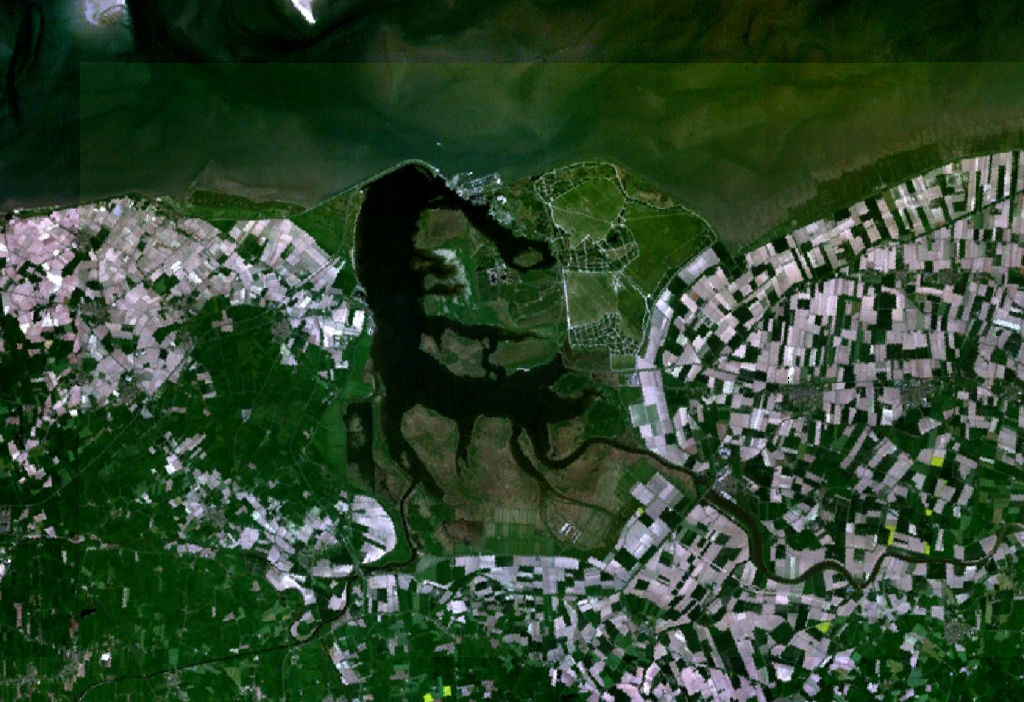
Satellitenfoto des Lauwersmeers

Die Lauwerszee ist eine ehemalige Meeresbucht im Norden der Niederlande, die 1969 durch einen Deich von der Nordsee getrennt und so zum heutigen Lauwersmeer wurde. Namensgeber ist die einmündende Lauwers, der Grenzfluss zwischen den Provinzen Groningen und Friesland.

## Geschichte
Entstanden ist die Lauwerszee in der Sturmflut von 1280 (wahrscheinlich eine Verwechselung mit der Luciaflut von 1287).
Es gab viele Pläne zum Eindeichen der Bucht, aber keiner wurde umgesetzt. Nach der Flutkatastrophe von 1953 wurde die Trockenlegung beschlossen. 1960 wurde der Beschluss auch umgesetzt und man begann mit dem Bau eines 13 km langen Damms mit Sielen und Schleusen.
Am 25. Mai 1969 wurde die Bucht vom Meer abgeschlossen und eingedeicht, wodurch das Lauwersmeer entstand. Bis zur Eindeichung der Lauwerszee fuhren von Oostmahorn die Fähren nach Schiermonnikoog. Seitdem laufen die Fährschiffe der Reederei Wagenborg von Lauwersoog aus.

## Nationalpark Lauwersmeer
Mit dem Deichschluss konnte das Wasser der Lauwers, des Reitdiep, des Dokkumerdiep und der Dokkumer Ee nicht mehr direkt in die Nordsee fließen. Dadurch wurde das Wasser brackig und die Natur veränderte sich, eine neue Flora und Fauna entstand. Um dieses Gebiet zu schützen, wurde am 12. November 2003 beschlossen, den Nationalpark Lauwersmeer einzurichten.